# Tonnoy
Tonnoy település Franciaországban, Meurthe-et-Moselle megyében. Lakosainak száma 651 fő (2022. január 1.). Tonnoy Benney, Burthecourt-aux-Chênes, Coyviller, Crévéchamps, Ferrières, Flavigny-sur-Moselle és Velle-sur-Moselle községekkel határos.

## Népesség
A település népessége az elmúlt években az alábbi módon változott:
| Lakosok száma | 377  | 575  | 607  | 716  | 735  | 725  | 698  | 675  | 664  | 651  |
|               | 1968 | 1982 | 1990 | 2006 | 2013 | 2015 | 2017 | 2019 | 2020 | 2022 |